# Nibea microgenys
Nibea microgenys är en fiskart som beskrevs av Sasaki 1992. Nibea microgenys ingår i släktet Nibea och familjen havsgösfiskar. Inga underarter finns listade i Catalogue of Life.